# STS-90
STS-90 (englisch Space Transportation System) ist die Missionsbezeichnung für einen Flug des US-amerikanischen Space Shuttles Columbia (OV-102) der NASA. Der Start erfolgte am 17. April 1998. Es war die 90. Space-Shuttle-Mission und der 25. Flug der Raumfähre Columbia.

## Mannschaft

### Hauptmannschaft
- Richard Searfoss (3. Raumflug), Kommandant
- Scott Altman (1. Raumflug), Pilot
- Richard Linnehan (2. Raumflug), Missionsspezialist
- Dafydd Williams (1. Raumflug), Missionsspezialist ( CSA/ Kanada)
- Kathryn Hire (1. Raumflug), Missionsspezialistin
- Jay Buckey (1. Raumflug), Nutzlastspezialist
- James Pawelczyk (1. Raumflug), Nutzlastspezialist

### Ersatz
- Alexander Dunlap und Chiaki Mukai (NASDA/ Japan) für Buckey und Pawelczyk

## Missionsbeschreibung
Die Columbia-Mission war der 22. und letzte Einsatz des Spacelab. Während der NeuroLab-Mission konzentrierte man sich vor allem auf die Funktion des Gehirns. Dazu wurden Untersuchungen am Menschen und an Tieren vorgenommen. An Bord befanden sich neben den 7 Raumfahrern auch 18 trächtige Mäuse, 152 Ratten, 135 Schnecken, 229 Schwertträgerfische, 4 Austernfische und 1514 Grillen. Die meisten Tiere allerdings wurden entweder bereits im Orbit getötet und untersucht oder nach der Landung. Eine große Zahl verendete auch während des Fluges. Untersuchungen betrafen die Embryonalentwicklung, Hirngewebe und -aktivität sowie den Gleichgewichtssinn. Dazu hatten die Austernfische spezielle Elektroden im Innenohr implantiert. 
Auch an vier Astronauten wurden umfangreiche Untersuchungen vorgenommen. So wurde der Schlaf in allen seinen Phasen genauestens untersucht (Hirn- und Körperfunktionen). Außerdem wurde die Koordination von Hirn und Körperbewegungen erforscht. Dazu mussten die Versuchspersonen Bälle fangen und Lichtpunkte mit den Augen verfolgen. Weitere Tests betrafen die Anpassung an die Schwerelosigkeit, die Funktion des Gleichgewichtssinns, den Einsatz von Medikamenten gegen die Raumfahrerkrankheit, die Behandlung von Schlaflosigkeit, Schwindelgefühlen, niedrigem Blutdruck und Immunschwächesymptomen.